# Cantó de Paray-le-Monial
El cantó de Paray-le-Monial és un cantó francès del departament de Saona i Loira, situat al districte de Charolles. Té 10 municipis i el cap és Paray-le-Monial.

## Municipis
- Hautefond
- L'Hôpital-le-Mercier
- Nochize
- Paray-le-Monial
- Poisson
- Saint-Léger-lès-Paray
- Saint-Yan
- Versaugues
- Vitry-en-Charollais
- Volesvres

## Història
| Data d'elecció                           | Identitat            | Partit                                  | Qualitat |
| ---------------------------------------- | -------------------- | --------------------------------------- | -------- |
| 1945-1973                                | Ernest Carrier       | Radical                                 |          |
| 1973-2004                                | Marcel-Alain Drapier | Divers droite, després UDF, després UMP |          |
| 2004-                                    | André Accary         | UMP                                     |          |
| les dades anteriors no són pas conegudes |                      |                                         |          |
|                                          |                      |                                         |          |

## Demografia
| A partir de 1990: Població sense dobles comptes |